# Hanna Samson
Hanna Samson – polska psycholożka, pisarka, dziennikarka, feministka. 

## Życiorys
Przez kilka lat prowadziła dział psychologii w czasopiśmie „Twój Styl”. Obecnie pracuje w redakcjach magazynów „Sens” i „Business Class”, publikuje w miesięczniku "Zwierciadło" i tygodniku "Wysokie Obcasy". Prowadzi grupy terapeutyczne w Fundacji Centrum Edukacji Liderskiej. W ramach telefonu interwencyjnego Fundacji Feminoteka udziela porad psychologicznych kobietom doświadczającym przemocy.
Była zamężna z psychologiem i psychoterapeutą Andrzejem Samsonem (rozwód); ze związku ma córkę.

## Twórczość
Publikacje
- 1996: Zimno mi, mamo
- 2000: Pułapka na motyla
- 2001: 7 opowiadań o miłości i jedno inne
- 2004: Miłość. Reaktywacja
- 2005: Wojna żeńsko-męska i przeciwko światu. Wyd. II. Warszawa: Wydawnictwo Czarna Owca, 2011. ISBN 978-83-7554-367-4. (pol.). Brak numerów stron w książce
- 2006: Pokój żeńsko-męski na chwałę patriarchatu
- 2007: 7 grzechów przeciwko miłości
- 2009: Flesz. Zbiorowy akt popświadomości
- 2010: Ja, prezydenta i inne głosy
- 2012: Życie po mężczyźnie

Scenariusz
- 2010: Wojna żeńsko-męska